# Mexikói férfi jégkorong-válogatott
A mexikói férfi jégkorong-válogatott Mexikó nemzeti csapata, amelyet a Mexikói Jégkorongszövetség (spanyolul: Federación Deportiva de Mexico de Hockey sobre Hielo) irányít. Első hivatalos mérkőzésüket 2000. április 10-én játszották a 2000-es jégkorong-világbajnokságon és ekkor csatlakoztak a nemzetközi mezőnyhöz. Legjobb eredményüket 2008-ban érték el, amikor a 35. helyen zárták a világbajnokságot (4. hely a divízió II B csoportjában). 
Az izraeli válogatott tagja a divízió II mezőnyének, ahol az A csoportban szerepel.

## Eredmények

### Világbajnokság
- 1920-1999 – Nem vett részt
- 2000 – 40. hely (7. a D csoportban)
- 2001 – 40. hely (6. a Divízió II B csoportban)
- 2002 – 42. hely (2. a Divízió II selejtezőben)
- 2003 – 39. hely (6. a Divízió II A csoportban)
- 2004 – 43. hely (3. a Divízió III-ban)
- 2005 – 41. hely (1. a Divízió III-an)
- 2006 – 38. hely (5. a Divízió II B csoportban)
- 2007 – 38. hely (5. a Divízió II B csoportban)
- 2008 – 35. hely (4. a Divízió II B csoportban)
- 2009 – 37. hely (5. a Divízió II B csoportban)
- 2010 – 37. hely (5. a Divízió II A csoportban)
- 2011 – 37. hely (5. a Divízió II A csoportban)
- 2012 – 38. hely (4. a Divízió II/B csoportban)
- 2013 – 37. hely (3. a Divízió II/B csoportban)
- 2014 – 36. hely (2. a Divízió II/B csoportban)
- 2015 – 37. hely (3. a Divízió II/B csoportban)
- 2016 – 36. hely (2. a Divízió II/B csoportban)
- 2017 – 39. hely (5. a Divízió II/B csoportban)
- 2018 – 39. hely (5. a Divízió II/B csoportban)
- 2019 – 39. hely (5. a Divízió II/B csoportban)
- 2020 – Törölve a Covid19-pandémia miatt[1]
- 2021 – Törölve a Covid19-pandémia miatt[2]
- 2022 – 36. hely (5. a Divízió II/B csoportban)
- 2023 – 40. hely (6. a Divízió II/B csoportban)
- 2024 – 46. hely (6. a Divízió III/A csoportban)